# كيم مانرز
كيم مانرز (13 يناير 1951-25 يناير 2009) منتجًا ومخرجًا وممثلًا تلفزيونيًا أمريكيًا اشتهر بعمله في The X-Files و خارق للطبيعة .

## وقت مبكر من الحياة
نشأ كيم مانرز في عائلة أعمال استعراضية. حصل والده، سام مانرز (المولود في سافينو مانيري في كليفلاند، أوهايو) على أرصدة إنتاج في برامج مثل The Wild Wild West و Route 66 . فعل الأخلاق بعض التصرف كطفل؛ كان دوره الأول في سن الثالثة في إعلان شيفروليه التجاري. كما شاهد وشارك أحيانًا في أعمال والده وكذلك أعمال ويليام بودين، مدير مغامرات رين تين . كان بودين هو من ألهم مانرز ليصبح مخرجًا.
شقيق مانرز، كيلي، لديه اعتمادات إنتاجية وإخراجية في آنجل ، Buffy the Vampire Slayer و Dollhouse وشقيقته، تانا، تعمل كمخرجة تلفزيونية.

## حياة مهنية
ظهر مانرز لأول مرة في عام 1978 عن عمر يناهز 27 عامًا، حيث أخرج حلقة من ملائكة تشارلي . قبل ذلك، عمل كمدير إنتاج وحدة في المعرض وكمساعد مخرج في عدد قليل من المشاريع الأخرى.  تشمل الاعتمادات الإخراجية البارزة الأخرى لاسم Manners حلقات 21 Jump Street و Mission: Impossible و Star Trek: The Next Generation و Baywatch و K-9000 و The Commish .
ترك مانرز وظيفته الإخراجية في ستيفن جيه كانيل للإنتاج في عام 1993 للعمل في المسلسل التلفزيوني مغامرات مقاطعة بريسكو جونيور . أخرج 7 من حلقات المسلسل البالغ عددها 27 حلقة، أكثر من أي مخرج آخر للعرض. وقال مازحا إنه كان «مدير التميمة» في المسلسل. كان مسرورًا بعمل المسلسل، وشعر أنه «امتد» عليه بشكل خلاق. قال، «لقد أيقظتني حقًا كمخرج، تقريبًا روحانيًا...» وأن الإخراج لـ Brisco كان عاملاً كبيرًا مساهمًا في نجاحه لاحقًا كمخرج منتظم في The X-Files.
وقع مانرز على إنتاج وتوجيه The X-Files في الموسم الثاني من العرض بناءً على نصيحة روب بومان، الذي عمل في العرض في موسمه الأول، وجيمس وونغ وجلين مورغان، اللذين كانا كاتبين في العرض وكانا سابقًا. عملُ مع مانرز في 21 شارع جامب . 
تم ترشيح مانرز، جنبًا إلى جنب مع زملائه المنتجين في The X-Files ، لأربع جوائز إيمي عن سلسلة الدراما المتميزة في 1995 و 1996 و 1997 و 1998. تمت الإشارة إلى مانرز في حلقة X-Files " Jose Chung's From Outer Space " مع محقق شرطة كريه الفم سمي باسمه. بعد نهاية The X-Files في عام 2002، وجه مانرز عددًا من المشاريع الصغيرة قبل التوقيع لتوجيه وإنتاج خارق للطبيعة في 2005.

## الموت والذكرى
توفي مانرز بسبب سرطان الرئة في لوس أنجلوس في 25 يناير 2009، بعد 12 يومًا من عيد ميلاده الثامن والخمسين. 
عرض الاعتمادات الختامية للموسم الرابع خارق للطبيعة " Death Takes a Holiday "، والذي تم بثه في 12 مارس 2009، صورتين من مانرز، بالإضافة إلى التسمية التوضيحية «نحن نكرس الموسم بأكمله لـ كيم مانرز» ورسالة تفيد، «نحن نفتقدك يا كيم». الحلقة الخامسة من الموسم الثاني من مسلسل Breaking Bad على AMC بعنوان "Breakage"، والتي عرضت لأول مرة في 5 أبريل 2009، تضمنت تكريسًا للآداب في نهاية الاعتمادات، والتي نصت على «مكرسة لصديقنا كيم مانرز». تتميز حلقة «مولدر وسكالي لقاء الوحوش»، من موسم إحياء <i id="mwaA">The X Files</i> الذي تم بثه في 1 فبراير 2016، بمشهد حيث يجلس مولدر أمام شاهد قبر مانرز، مكتوبًا عليه تاريخ ميلاد وموت مانرز الحقيقي، وعبارة «دعونا نركلها في المؤخرة.» 

## روابط خارجية
- كيم مانرز في قاعدة بيانات الأفلام على الإنترنت
- كيم مانرز at ميموري ألفا (a ستار تريك ويكي)
- Supernatural Wiki entry about Manners with links to interviews and tributes